# Вазописець Еретрії

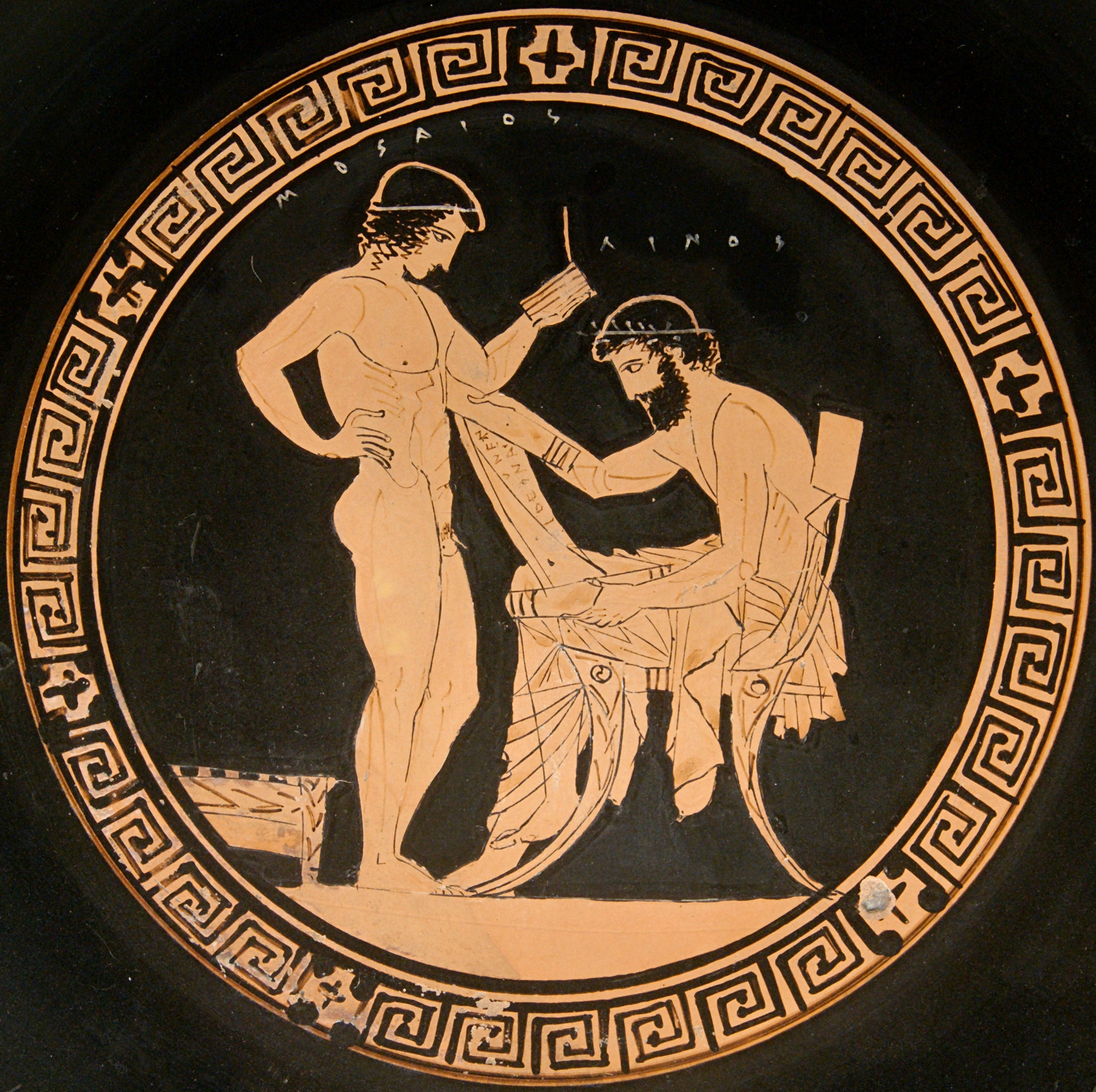
Тондо червонофігурного кіліка: Учень Мусей та учитель Лін у палестрі, Вазописець Еретрії

Вазописець Еретрії, або Еретрійський вазописець — анонімний давньогрецький аттичний вазописець, який працював у техніці червонофігурного вазопису в останній чверті V століття до нашої ери. Вважається сучасником Вазописця Шувалова та одним з найцікавіших художників свого часу.
Більшість його найяскравіших робіт написані на ойнохоях та лекіфах. Зображувані сцени здебільшого включають значне число фігур, які рухаються групами на всіх доступних поверхнях вази. Серед його робіт відомі вази у формі тваринних або людських фігур, а також канфари у формі людських голів. Подібно до форм ваз незвичайними були і герої вазописних сцен: зокрема, атлети, сатири, менада та міфологічні сцени. В роботах Вазописця Еретрії відчувається ретельне вивчення жіночої фігури.
Серед робіт Вазописця Еретрії відомі вази із розписом по білому тлі, на одній з них зображений Ахіллес, що оплакує Патрокла. Стиль Вазописця Еретрії значно вплинув на техніку пізніших вазописців, наприклад, на Мідія та його школу.